# 紫とも
紫 とも（むらさき とも、1965年1月24日 - ）は、日本の女優。元宝塚歌劇団雪組トップ娘役。
愛知県名古屋市出身。身長160センチ、血液型A型。愛称は「ともちゃん」、「とんちゃん」。所属事務所はオフィスのいり。

## 来歴・人物
愛知県名古屋市生まれ。幼少時代から宝塚歌劇に親しむ。父親の転勤で各地を転々とし、中学時代には名古屋に戻り、御園座隣の名古屋音楽学校に通う。その後、東京へ転居。
1982年、玉川聖学院高等学校2年修了時宝塚音楽学校受験・合格。1984年、同校を首席で卒業、宝塚歌劇団に入団。第70期生。
芸名は「名は本名にちなみ、姓は『あなたは絵を描くとき妙に紫のクレヨンを多用する癖がある』旨指摘されたところからひらめいた（在団中本人談）。」
初舞台は「風と共に去りぬ」。諸事情あり急遽休演した北原遥子の代役として、プロローグの歌手に抜擢される。その後、雪組に配属。
1985年、「はばたけ黄金の翼よ」で新人公演初ヒロイン。
1987年「サマルカンドの赤いばら」本公演では二番手（娘役トップ神奈美帆の妹役）にも配役された。
1988年、月組へ組替。同年「恋と霧笛と銀時計」、1989年「新源氏物語」「天使の微笑・悪魔の涙」でも新人公演でヒロインを務める。月組娘役陣としてこだま愛、朝凪鈴、羽根知里、麻乃佳世らと舞台を盛り上げた。
1992年、前年退団した鮎ゆうきの後任として雪組組替え。杜けあきの相手役として雪組トップ娘役に就任。中日劇場公演「華麗なるギャツビー」デイジー役がトップ娘役としてのお披露目公演、その後「この恋は雲の涯まで」で静御前で新トップコンビの大劇場お披露目公演を飾った。「忠臣蔵〜花に散り雪に散り〜」では瑤泉院（浅野内匠頭正室）と吉良上野介側の女刺客お蘭（二役）を演じ、旧宝塚大劇場最終作品・杜のサヨナラ公演の二つの重責がかかった公演をつとめあげた。
1993年、杜の退団で男役トップが一路真輝に交代後も「天国と地獄 -オッフェンバック物語-」「TAKE OFF」で一路と息のあったコンビぶりを披露したが、1994年、「ブルボンの封印」「コート・ダジュール」東京公演限りで退団。
退団後は舞台、テレビドラマをメインに女優に転じ現在にいたる。2014年には芸能生活30周年を迎えた。

## 宝塚歌劇団時代の主な舞台

### 雪組時代
- 1984年9月、『千太郎纏しぐれ／フル・ビート』新人公演：お光（本役：北いずみ）
- 1985年1月、『花夢幻／はばたけ黄金の翼よ』新人公演：クラリーチェ・デル・カンボ（本役：一路真輝） ＊新人公演初ヒロイン
- 1985年2月、『フロムハート物語』（バウ）メリー・メモライ
- 1985年6月、『愛のカレードスコープ／アンド・ナウ!』新人公演：マリー・アントワネット（本役：神奈美帆）＊新人公演ヒロイン
- 1986年2月、『大江山花伝／スカイ・ハイ・スカイ』新人公演：藤子／藤の葉（本役：神奈美帆）＊新人公演ヒロイン
- 1986年8月、『三つのワルツ』新人公演：フランチー・イエンセン・ビクラー（本役：神奈美帆）＊新人公演ヒロイン
- 1986年10月、『恋のチェッカーフラッグ』（バウ）ポーレット
- 1987年2月、『誇りたかき愛の詩』（バウ）ソフィー・チゾン
- 1987年3月、『宝塚をどり讃歌／サマルカンドの赤いばら』ハトーン姫
- 1987年5月、『リプライズ!』（バウ・東京特別）
- 1987年9月、『梨花 王城に舞う／ザ・レビュースコープ』秀玲、新人公演：玉蘭（本役：神奈美帆）＊新人公演ヒロイン
- 1988年1月、『風と共に去りぬ』メイベル、新人公演：メラニー（本役：仁科有理）
- 1988年7月、『たまゆらの記／ダイナモ!』三津岐、新人公演：橘三千代（本役：仁科有理）

### 月組時代
- 1988年11月、『恋と霧笛と銀時計／レインボー・シャワー』初菊、新人公演：留伊（本役：こだま愛）＊新人公演ヒロイン
- 1989年1月、『心中・恋の大和路』（バウ）千代歳
- 1989年5月、『新源氏物語／ザ・ドリーマー』朧月夜尚侍、新人公演：藤壺の女御（本役：こだま愛）＊新人公演ヒロイン
- 1989年9月、『ウォーターフロント・ララバイ』（バウ）JUN（純）
- 1989年11月、『天使の微笑・悪魔の涙／レッド・ホット・ラブ』ヘレネ、新人公演：マルガレーテ（本役：こだま愛）＊新人公演ヒロイン
- 1990年2月、『大いなる遺産／ザ・モダーン』クララ
- 1990年4月、『天使の微笑・悪魔の涙／レッド・ホット・ラブ』（全国ツアー）ヘレネ
- 1990年8月、『川霧の橋／ル・ポアゾン 愛の媚薬』小りん
- 1991年1月、『カウントダウン・1991』（バウ）ヘレン 他
- 1991年3月、『ベルサイユのばら -オスカル編-』オルタンス
- 1991年5月、『紫陽花の花しずく』（バウ）おきわ ＊バウ初ヒロイン
- 1991年9月、『銀の狼／ブレイク・ザ・ボーダー』ジャンヌ

### 雪組トップ娘役時代
- 1992年2月、『華麗なるギャツビー／ラバーズ・コンチェルト』（中日）デイジー
- 1992年3月、『この恋は雲の涯まで』静御前
- 1992年8月、『ヴァレンチノ』（バウ・東京特別・名古屋特別）ジューン・マシス
- 1992年10月、『忠臣蔵〜花に散り雪に散り〜』瑤泉院／お蘭
- 1993年5月、『天国と地獄　-オッフェンバック物語-／TAKE OFF』アマンダ／エルミニ
- 1993年10 - 12月、『ブルボンの封印／コート・ダジュール』（宝塚大劇場）マノン
- 1994年1月、『ライト&シャドウ』（バウ）セシル
- 1994年3月、『ブルボンの封印／コート・ダジュール』（東京宝塚劇場）マノン ＊退団公演

## 宝塚歌劇団退団後の主な活動

### 舞台
- 『シェルブールの雨傘』マドレーヌ（1997年）
- 『森進一特別公演』（1999年）
- 『里見浩太朗特別公演』（2000年 - 2003年、2005年）
- 『五木ひろし特別公演』（2002年 - 2004年、2006年 - 2007年）
- 『新口村雪花恋情 -梅川-』梅川（2007年）
- 『母に捧げるラストバラード』（2008年）
- 『HONKみにくいアヒルの子』（2009年）
- 『川中美幸特別公演』（2009年、2011年）
- 『松平健特別公演 忠臣蔵〜大石内蔵助〜 』（2010年）
- 『樅の木は残った』（2013年）
- 『ロミオとジュリエットその後』（2013年ジュリエット役、ロミオ役川﨑麻世）
- 『DREAM A, DREAM』（2013年）
- 『目明かし金次郎「真昼の決闘」』（2014年）
- 『蝶子と吉治郎の家』（2015年1月、近鉄アート館） - 蝶子 [2]
- 『Desired Light〜希望の光〜』（2015年8月、六行会ホール）[3]
- 日本喜劇人協会VS道頓堀人情歌劇 第一部：道頓堀人情歌劇『蝶子と吉治郎の家』（2016年3月、三越劇場） - 蝶子 役[4]
- 『滝の白糸』（2016年8月、三越劇場） - 撫子[5]
- 『山内惠介 特別公演』（2017年1月、新歌舞伎座） - 染八[6]
- 『土佐堀川』（2017年10月-12月、シアタークリエ、サンケイホールブリーゼ他） - 綾子[7]
- 『朗読ミュージカル 平みち × 紫とも ～山崎陽子の世界 IN MAGNOLIA～Vol.6』 (2019年10月20日、マグノリアホール)[8]
- 『ある家族 ーそこにあるものー』 （2020年1月、新宿角座） - 明子[9]
- 『Greatest Dream』（2023年11月、梅田芸術劇場）[10]
- 『朗読ミュージカル　～山崎陽子の世界～』 (2023年12月、内幸町ホール)[11]
- 『朗読劇　忠臣蔵』（2025年3月、よみうり大手町ホール・兵庫県立芸術文化センター）[12]

### テレビドラマ
- 水戸黄門 第28部 第22話「助っ人助さん 仮祝言」（2000年8月14日） - 勢津 役
- 月曜ミステリー劇場「西村京太郎サスペンス 十津川警部シリーズ第36作 河津・天城連続殺人事件」（2006年1月9日、TBSテレビ）- 横本麻衣（横本早苗〈モデル〉の姉） 役
- 土曜ワイド劇場「終着駅シリーズ〜22殺人同盟〜理科室の夜の秘密!?刑事が追う3つの完全犯罪!!森村誠一の螺旋状の垂訓」（2009年3月14日、テレビ朝日）- 高林優子 役
- 金曜プレステージ「浅見光彦シリーズ45 志摩半島殺人事件・伊勢志摩の海女伝説磯笛が誘う連続殺人!」（2012年7月20日、フジテレビ）- 沢井真由美 役

### バラエティ
- クイズ!脳ベルSHOW（2018年2月14日・2月15日、BSフジ）
- クイズ!脳ベルSHOW（2020年12月14日・12月15日、12月18日、BSフジ）